# Endodontidae
Famille
Les Endodontidae sont une famille de mollusques gastéropodes terrestres.

## Liste des genres
Selon GBIF (22 septembre 2023) :
- Aaadonta Solem, 1976
- Anceyodonta Solem, 1976
- Australdonta Solem, 1976
- Beilania Preston, 1913
- Cookeconcha Solem, 1976
- Endodonta Albers, 1850
- Gambiodonta Solem, 1976
- Hebeispira Youluo, 1978
- Helica
- Kleokyphus Solem, 1976
- Kondoconcha Solem, 1976
- Laomarix
- Libera Garrett, 1881
- Linodiscus
- Mautodontha Solem, 1976
- Minidonta Solem, 1976
- Mulathera
- Nesodiscus Thiele, 1931
- Nesophila Pilsbry, 1893
- Opanara Solem, 1976
- Orangia Solem, 1976
- Planudonta Solem, 1976
- Priceconcha Solem, 1973
- Protoendodonta Solem, 1977
- Pseudohelenoconcha Germain, 1932
- Pseudolibera Solem, 1976
- Rhysoconcha Solem, 1976
- Rikitea Solem
- Ruatara Solem, 1976
- Taipidon Solem, 1976
- Tarysona
- Thaumatodon Pilsbry, 1893
- Zyzzyxdonta Solem, 1976

## Systématique
Le nom valide de ce taxon est Endodontidae Pilsbry, 1895.